# 定期昇給制度
定期昇給制度（ていきしょうきゅうせいど）とは経営学用語の一つ。企業が従業員の昇給を実施する際に、それを従業員の年齢や勤続年数を基準とすることであり、このことから毎年自動的に定まった金額へと昇給されていくような仕組みのことをいう。この仕組みというのは昭和初期から多くの日本企業においての昇給の制度として導入されてきており、企業の中には労働協約、就業規則などでこれを定めているところも存在する。だが近年になってからは多くの日本企業は成果主義などといった事柄を取り入れるようになってきており、昇給というのは業績に応じて行われるようになっていることから、定期昇給制度を行わなくなっている企業が増加してきている。